# Contea di Hillsborough (Florida)
La contea di Hillsborough (in inglese Hillsborough County) è una contea dello Stato della Florida negli Stati Uniti d'America. Il suo capoluogo amministrativo è Tampa.

## Geografia fisica
La contea si trova nel centro-ovest dello Stato e si affaccia a sud-ovest sulla baia di Tampa, nel Golfo del Messico. La contea ha un'area di 3.279 km² dei quali il 17% è coperta da acque interne. La parte centrale del Sunshine Skyway Bridge nella baia di Tampa passa per la contea. La contea ospita alcune aree protette, tra cui l'Hillsborough River State Park.

### Contee confinanti
- Contea di Pasco - nord
- Contea di Polk - est
- Contea di Hardee - sud-est
- Contea di Manatee - sud
- Contea di Pinellas - ovest

## Storia
La contea di Hillsborough fu creata il 25 gennaio del 1834 dalle contee di Alachua e di Monroe. Il nome deriva da Wills Hill, visconte di Hillsborough in Inghilterra. I confini originari del 1834 comprendevano le attuali contee di Charlotte, DeSoto, Hardee, Manatee, Pasco, Pinellas, Polk e Sarasota.

## Comuni
| I numeri corrispondono alle città sulla destra. | 1. Plant City - city 2. Tampa (capoluogo) - city 3. Temple Terrace - city |

## Politica
| Anno | Repubblicani | Democratici | Altri |
| ---- | ------------ | ----------- | ----- |
| 2004 | 53%          | 46,2%       | 0,8%  |
| 2000 | 50,2%        | 47,1%       | 2,7%  |
| 1996 | 44,3%        | 46,8%       | 8,9%  |
| 1992 | 42,1%        | 37,1%       | 20,8% |
| 1988 | 59,9%        | 39,5%       | 0,6%  |